# إيكوتينيب
إيكوتينيب هيدروكلورايد (BPI-2009H)، أو إيكوتينيب، هو الجيل الأول من مثبطات التيروزين كيناز في مستقبلات عامل نمو البشرة (EGFR-TKI) وهو علاج أونكوجينيك للمرضى الذين يعانون من طفرات جسدية، بالخصوص في إلغاء إكسون 19 أو 21 إكسون L858R  المتغير، داخل مجال التيروزين كيناز يكون تفعيل الطفرات التي تؤدي إلى تكاثر الخلايا بدون توقف. أوفرإكسبريشن (Overexpression)  من (EGFR) يسبب نشاط غير مناسب للـanti-apoptotic Ras signaling pathway، وجدت في أنواع عديدة ومختلفة من السرطان. إكوتينيب هو مشتق كينازولين التي تربط بين عكسية الموقع ATP الملزمة من البروتين EGFR، ومنع إتمام سلسلة نقل الإشارة.

## التقييم السريري
يشار إلى إكوتينيب لعلاج EGFR mutation-positive، المتقدم أو النقيلي سرطان الرئة ذو الخلايا غير الصغيرة (NSCLC) باعتباره الخط الثاني أو  الخط الثالث، للمرضى الذين فشلوا معالجة سابقة واحد على الأقل مع العلاج الكيميائي البلاتيني. وكانت تجربة إيكوجين على مزدوجة العتمية، المرحلة الثالثة دراسة مقارنة إيكوتينيب مع جيفيتينيب في جميع الوافدين. من 27 مركزا في الصين، وتم تخيير 399 مريضا بين اثنين من العلاجات اختبار للهدف الأساسي من البقاء والأهداف الثانوية من البقاء، وتم تخيير 399 مريضا بين اثنين من العلاجات التجربية التي تهدف في الأساس لتحسين مستوى البقاء ونوعية الحياة، النسبة المئوية للمرضى الذين حققوا استجابة موضوعية، والآثار السامة. أظهرت النتائج إيكوتينيب إيكوجين أن يكون PFS متوسط 4.6 أشهر (95٪ CI 3,5-6,3) بالمقارنة مع جيفيتينيب التي لديها PFS 3.4 أشهر (95٪ CI 2,3-3,8). وبعد الانتهاء من الدراسة، وكشف تحليل خاصة أن في مجموعة العلاج إيكوتينيب، أن المرضى الذين يعانون من تفعيل الطفرات EGFR أظهرت تحسن PFS بالمقارنة مع المرضى الذين يعانون من النوع البري EGFR. وارتبط لإيكوتينيب مع الآثار الضارة أقل من جيفيتينيب عند النظر في جميع الصفوف من ردود الفعل معا (61٪ مقابل 70٪ على التوالي، P = 0.046). تقييم التجربة المرحلة الرابعة ISAFE 5,549 للمرضى وأظهرت إيكوتينيب أن معدل الاستجابة الكلي بنسبة 30٪ وانخفاض معدل الحدث السلبي من 31.5٪.

## الموافقات التنظيمية
وتمت الموافقة إكوتينيب في الصين من قبل إدارة الغذاء والدواء في يونيو 2011. منذ أن تمت الموافقة عليه، عالج إكوتينيب أكثر من 40,000 مريض في الصين بنجاح وهو يخضع حاليا للتنمية العالمية.
يناير 2014، منحت شركة بيتا فارما "May Proceed" من قبل إدارة الغذاء والدواء الأمريكية لإجراء المرحلة الأولى لدراسة لتقييم إكوتينيب كعلاج لخلية EGFR + غير الصغيرة لسرطان الرئة (NSCLC).